# Die Frau und der Fremde
Die Frau und der Fremde är en tysk dramafilm från 1985 i regi av Rainer Simon.
Filmen är baserad på Leonhard Franks roman Karl och Anna.

## Utmärkelser
Filmen vann Guldbjörnen för bästa film 1985.

## Rollista i urval
- Kathrin Waligura - Anna
- Joachim Lätsch - Karl
- Peter Zimmermann - Richard
- Christine Schorn - Trude
- Katrin Knappe - Marie
- Hans-Uwe Bauer - soldaten
- Ulrich Mühe - revolutionären